# Drapetis septentrionalis
Drapetis septentrionalis är en tvåvingeart som beskrevs av Axel Leonard Melander 1902. Drapetis septentrionalis ingår i släktet Drapetis och familjen puckeldansflugor. Inga underarter finns listade i Catalogue of Life.